# Macropus parryi
Espèce
Répartition géographique
Statut de conservation UICN

 LC  : Préoccupation mineure
Le Wallaby de Parry (Macropus parryi) est une espèce de wallaby qu'on trouve dans l'est de l'Australie depuis Cooktown, au Queensland, jusqu'à Grafton, en Nouvelle-Galles du Sud.

## Description
Les mâles mesurent de 73 à 100 cm de hauteur et pèsent de 14 à 26 kg, tandis que les femelles mesurent de 61 à 87 cm de hauteur et pèsent de 7 à 15 kg. Il se distingue des autres wallabies par son pelage plus pâle et la bande blanche sur sa face.

## Comportement
C'est une espèce sociable vivant en bandes pouvant atteindre une cinquantaine d'individus. C'est un animal diurne et nocturne, actif à tout moment du jour et de la nuit.

## Galerie

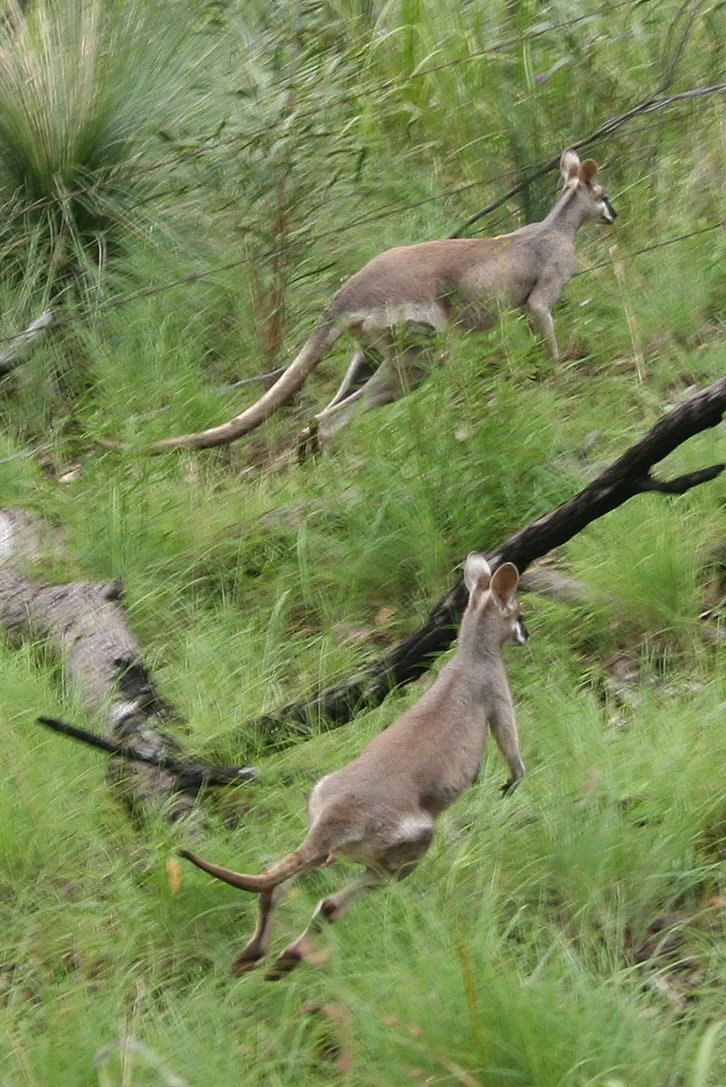
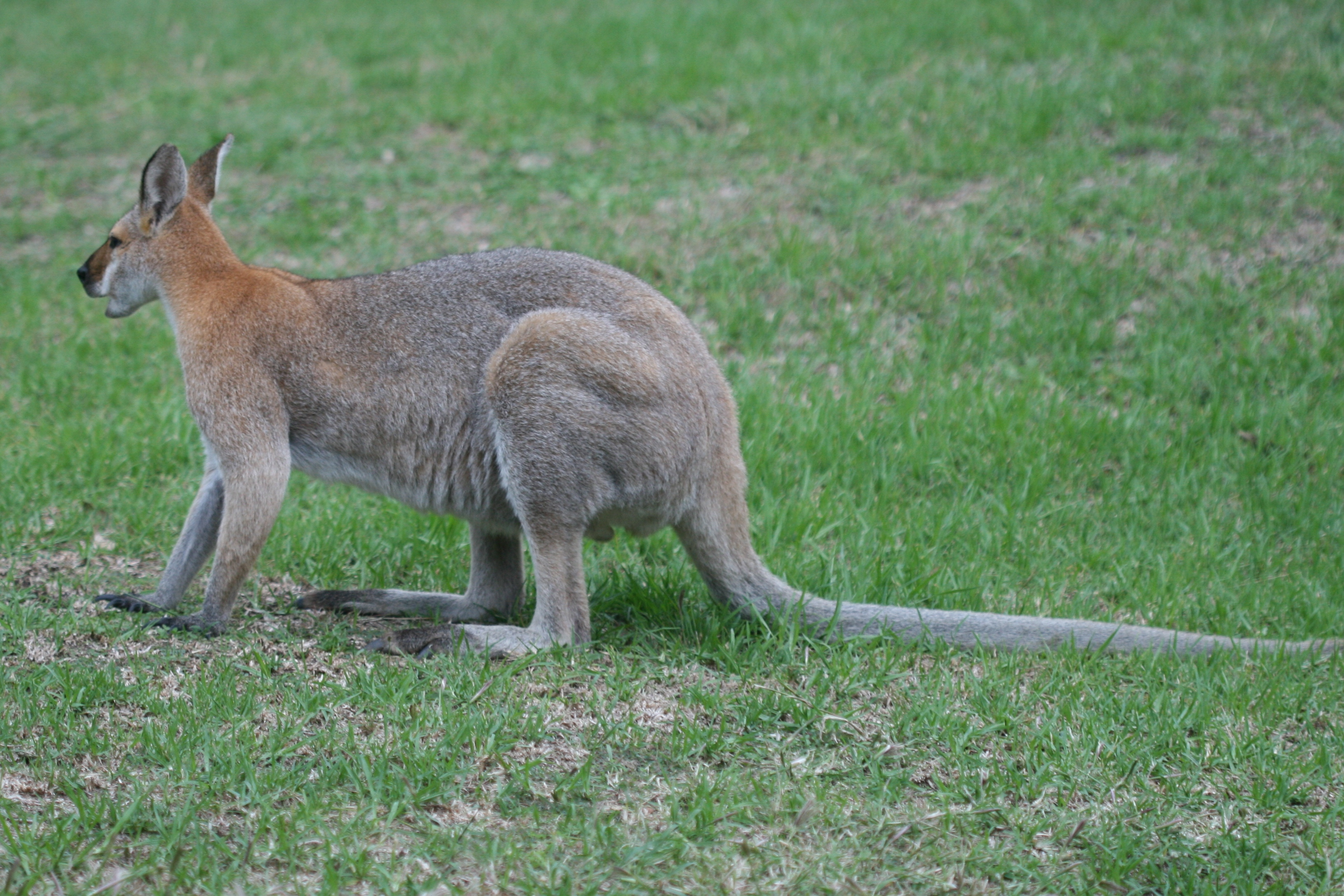
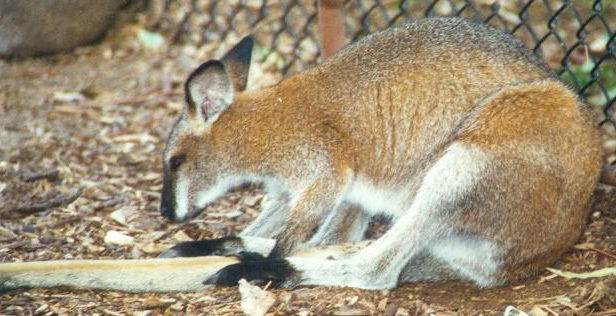
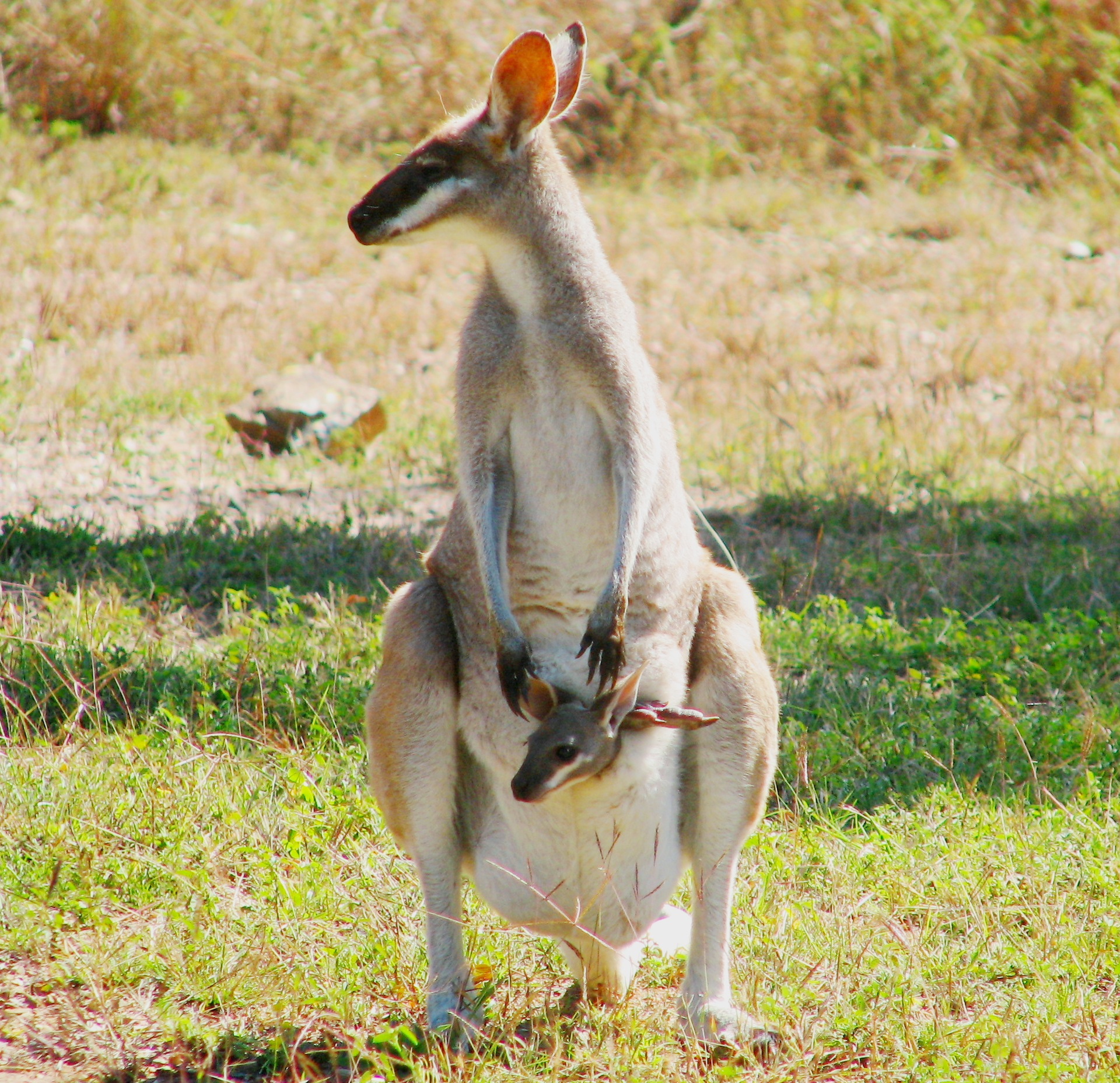
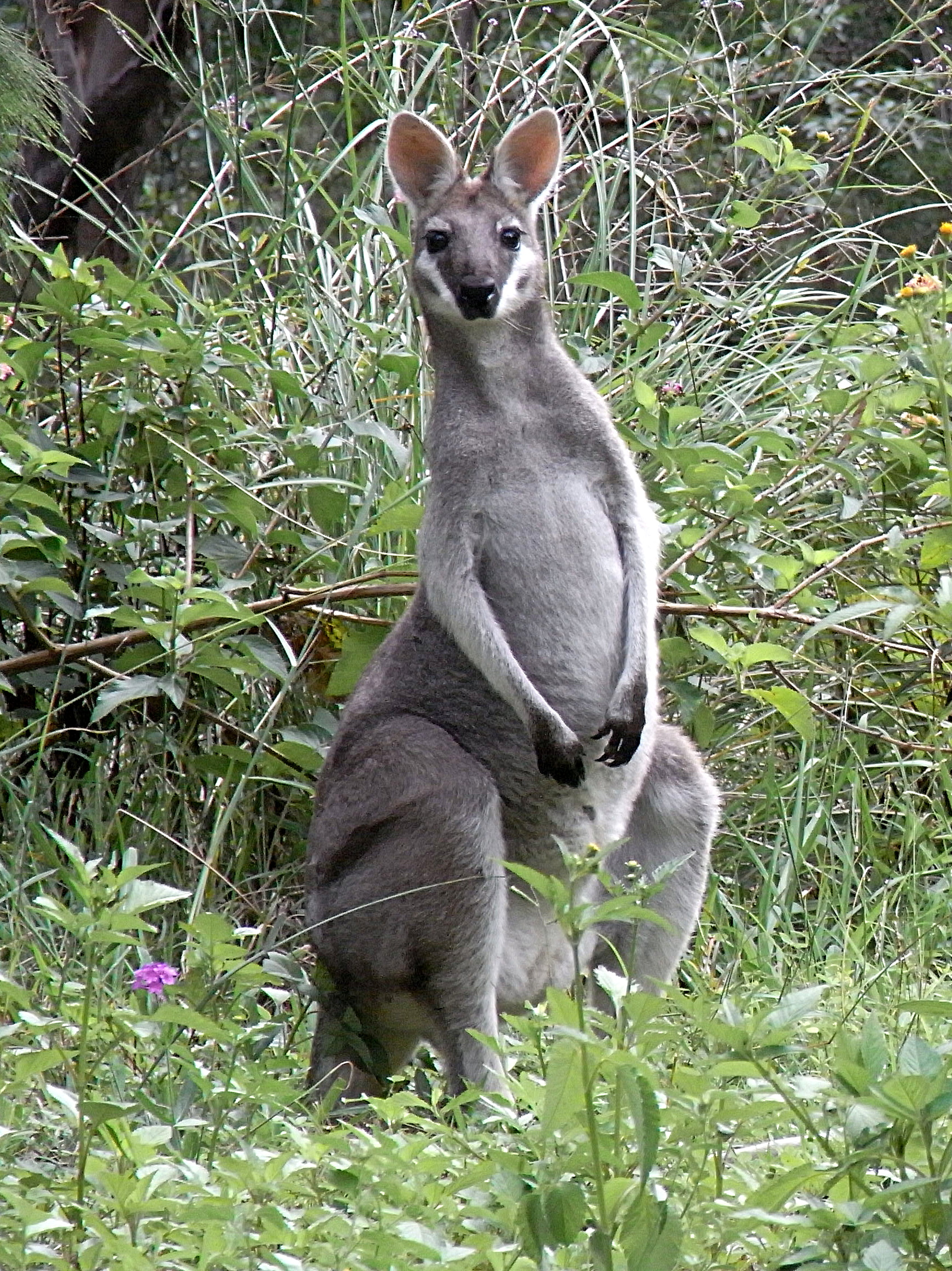
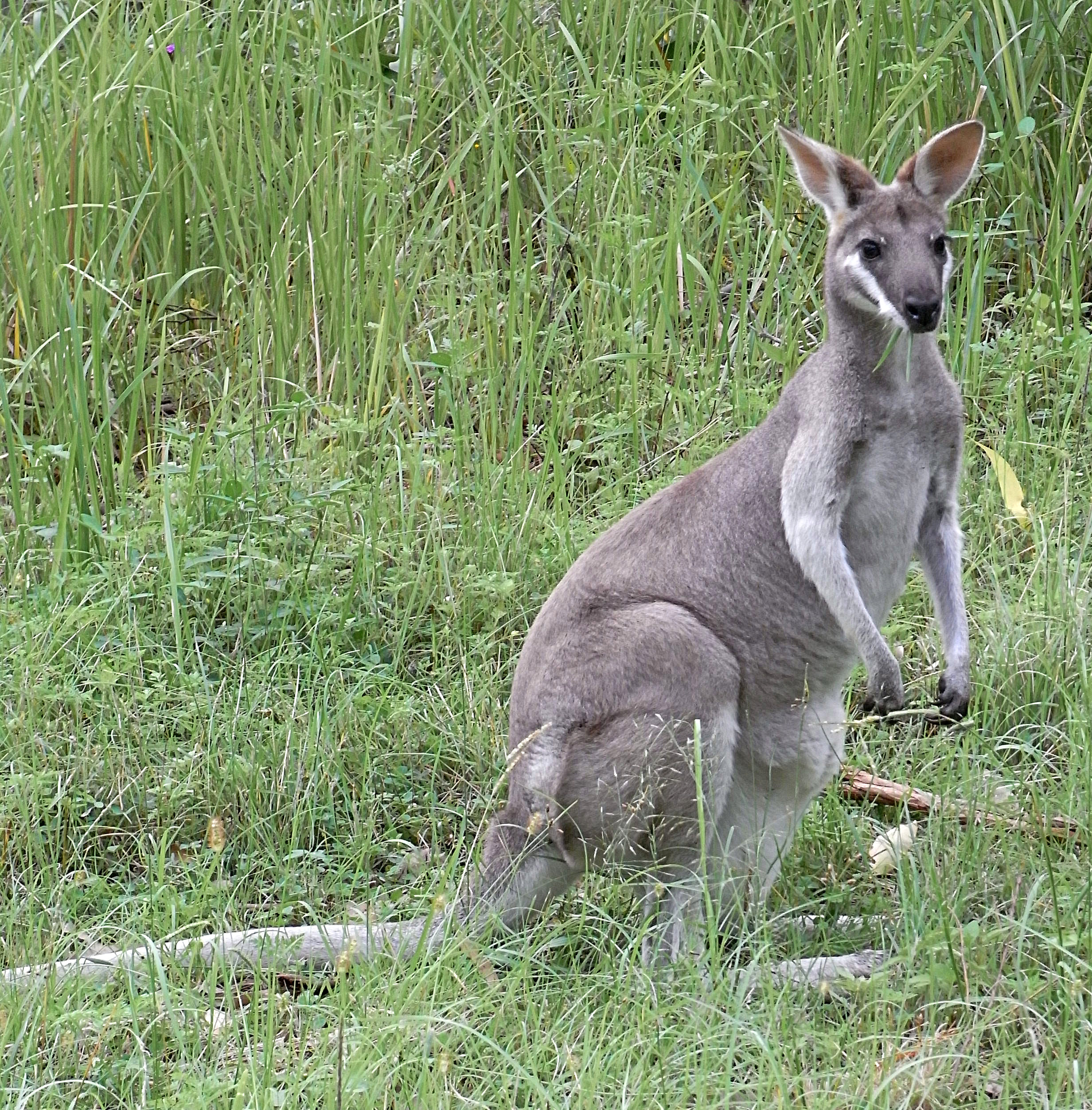

## Alimentation
Il se nourrit d'herbes et de fougères.